# Crypsinus hastatus
Crypsinus hastatus là một loài dương xỉ trong họ Polypodiaceae. Loài này được Thunb. Copel. mô tả khoa học đầu tiên năm 1947.